# Национальное агентство санитарного надзора
Национальное агентство санитарного надзора — регулирующее агентство при Министерстве здравоохранения Бразилии. Агентство осуществляет санитарный контроль всех продуктов и услуг (отечественных или импортных), несёт ответственность за утверждение продуктов и услуг, подлежащих санитарному надзору для последующей торговли или производства в стране. Кроме того, совместно с Министерством иностранных дел управляет портами, аэропортами и границами в вопросах, касающихся санитарного надзора. Его работа также включает в себя мониторинг и обеспечение среды, процессов, материалов и технологий, связанных со здоровьем. Агентство также контролирует цены на лекарства и участвует в деятельности Палаты лекарственных средств (Cameda).

## История
Создано во время правления Фернанду Энрике Кардозу Законом № 9782 от 26 января 1999 года с целью «защиты и укреплении здоровья населения, обеспечения безопасности товаров и услуг для здоровья и участии в облегчении доступа к ним».